# Typ 79 Jyu-MAT
Die Typ 79 Jyu-MAT (japanisch 79式対舟艇対戦車誘導弾 79-shiki taishūtei taisensha yūdōdan, deutsch ‚Antiwasserfahrzeug-Antipanzer-Lenkwaffe Typ 79‘) ist eine japanische SACLOS-gelenkte Panzerabwehrlenkwaffe, welche seit 1984 bei den Bodenselbstverteidigungsstreitkräften verwendet wird. Sie wird zur Küstenverteidigung eingesetzt, um anlandende Truppen zu zerstören.

## Beschreibung

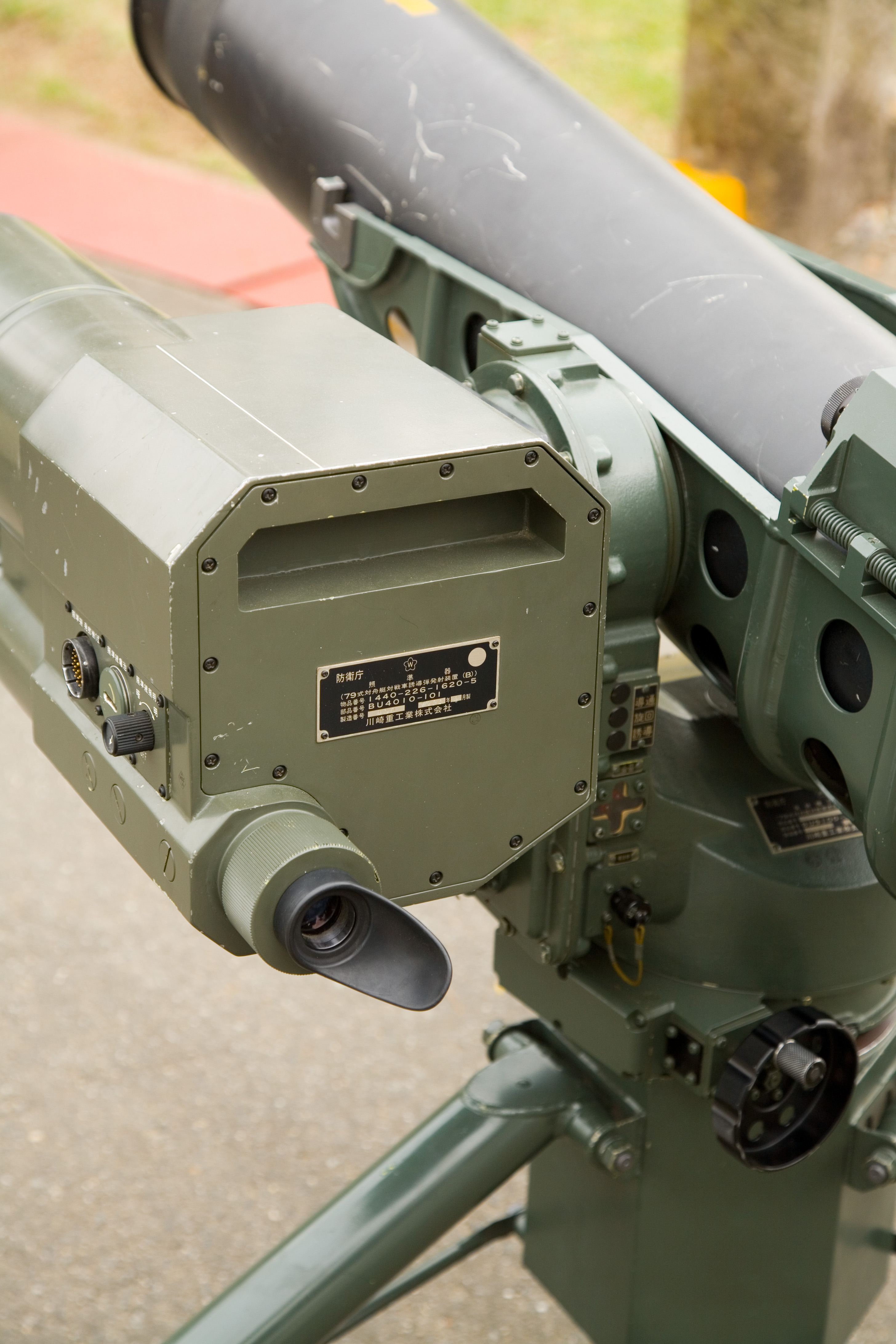
Bedienerposition bei der Typ 79 Jyu-MAT Panzerabwehrwaffe

Die Lenkwaffe wird in einem zylindrischen Transportbehälter transportiert. Das System ähnelt der europäischen MILAN, zum Beispiel durch die Drahtlenkung. Der Flugkörper spult dabei während des Fluges einen mitgeführten Draht ab, der mit dem Zielsystem am Starter verbunden ist. Das System errechnet dann anhand der von der Optik weitergegebenen Daten den Winkel zwischen der Rakete und dem Ziel. Diese Daten werden in Steuerbefehle umgesetzt, die über den Draht an die Steuereinheit der Rakete weitergegeben werden. Es stehen zwei Raketen zur Verfügung:
- Hohlladung gegen gepanzerte Fahrzeuge, zündet bei Aufschlag;
- Splittergefechtskopf gegen Landungsboote, zündet, nachdem er das Ziel durchschlagen hat.

Als Besonderheit kann die Typ 79 Jyu-MAT auch ferngesteuert aus einer Entfernung von bis zu 50 Metern vom Starter entfernt bedient werden. Die Waffe wird dabei von einer einzigen Person bedient. Sie wird auch durch den Mitsubishi Typ 89 Schützenpanzer eingesetzt.